# أعالي الفرات
أعالي الفرات ، منطقة جغرافية تقع غرب العراق في منطقة غرب الفرات تضم محافظة الأنبار بالكامل.